# Jean-Yves Robin
Jean-Yves Robin (21 agosto 1977) è un ex schermidore francese, vincitore di una medaglia d'oro ai campionati mondiali di scherma.